# John Meyers
John Meyers (n. 29 iulie 1880, Cincinnati, Ohio, SUA – d. 25 iulie 1975, Florida, SUA) a fost un înotător ce a reprezentat Statele Unite ale Americii, medaliat olimpic. A participat la o ediție a Jocurilor Olimpice (1904) în care a câștigat o medalie de bronz.

## Participări
Lista de mai jos prezintă principalele competiții la care a participat John Meyers de-a lungul carierei.
- Jocurile Olimpice de vară din 1904